# Hubert Léonard

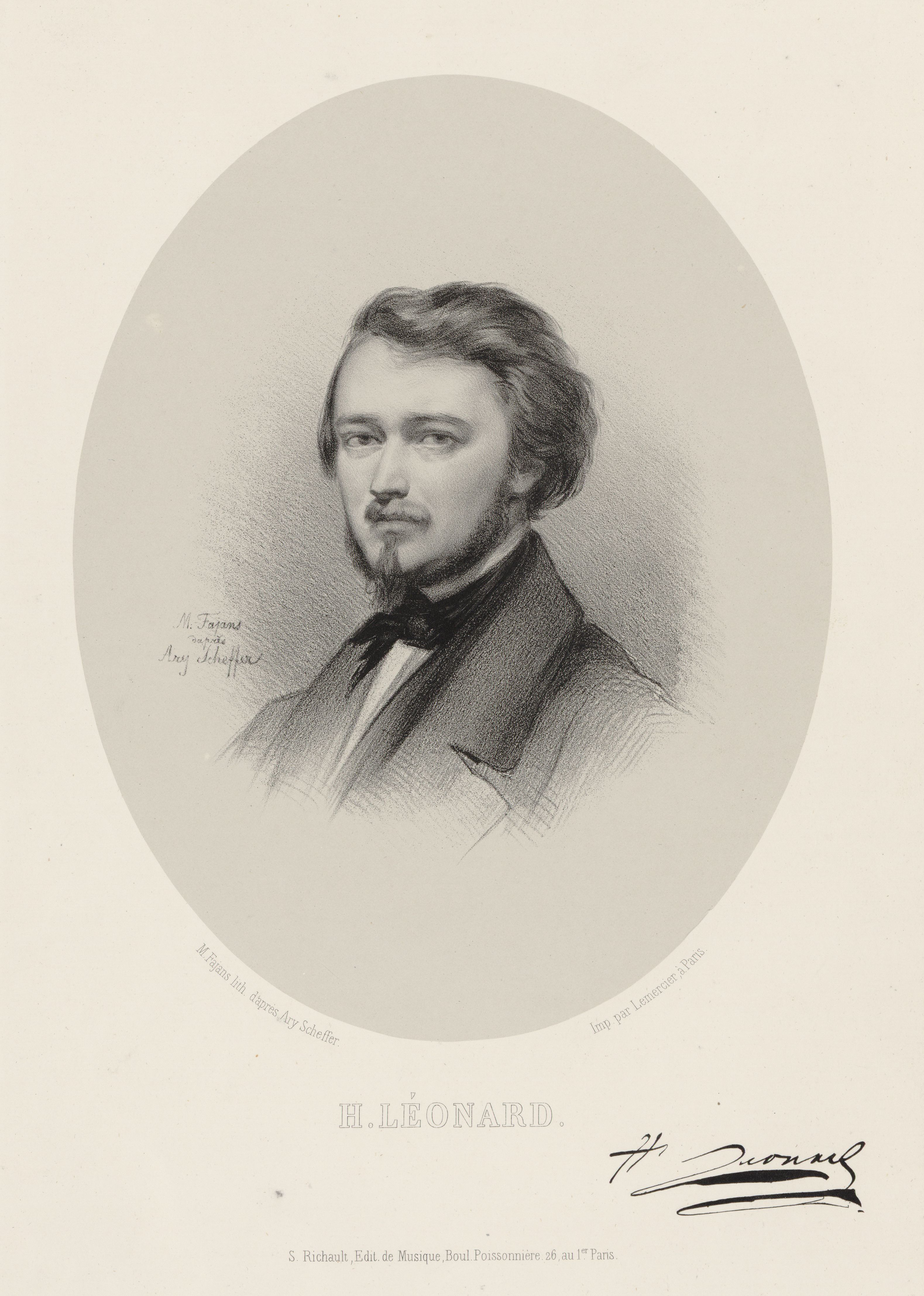
Hubert Léonard

Hubert Léonard (Bellaire, 7 april 1819 - Parijs, 6 mei 1890) was een Belgisch violist en componist.
Hij kreeg zijn eerste muzieklessen van zijn vader en van Auguste Rouma (1802-1874). Hij debuteerde in 1832 in Luik. Daarna studeerde hij bij François Prume in Brussel en van 1836 tot 1839 bij François-Antoine Habeneck in Parijs viool, harmonieleer en compositie, voor hij op verzoek van Felix Mendelssohn Bartholdy naar Leipzig reisde. In Mendelssohn vond hij een excellente leraar en kenner van het Duitse muziekleven. Met zijn landgenoot Henri Vieuxtemps bouwde hij vanaf 1841 een innige vriendschap op.
Van 1845 tot 1848 ondernam hij concertreizen door heel Europa. In 1853 werd hij docent aan het Koninklijk Conservatorium in Brussel als opvolger van Charles Auguste de Bériot. In 1866 ging hij wegens ziekte met pensioen en verhuisde hij definitief naar Parijs en werkte hij als solist, componist en leraar. Bekende leerlingen waren de eveneens uit Luik afkomstige Martin Marsick en César Thomson (1857–1931), evenals Henri Marteau (1874–1934), Ovide Musin (1854–1929), Alfred De Sève en Henry Schradieck. 
Het oeuvre van Léonard was geïnspireerd door de klassieke tijdgeest, de elegantie en de sensibiliteit, die ook tekenend was voor de muziek van Mendelssohn. Hij componeerde 5 vioolconcerten, kamermuziek, verschillende etudes en methodes waaronder de École Léonard en cadensen voor vioolconcerten van andere componisten.